# Coco Jamboo
"Coco Jamboo" là một ca khúc được phát hành năm 1996 của nhóm nhạc disco người Đức Mr. President. Nó được phát hành vào tháng 3 năm 1996 như một đĩa đơn chủ lực từ album phòng thu thứ hai của nhóm We See the Same Sun. Ca khúc trở thành hit của nhóm tại nhiều nước châu Âu, vươn lên vị trí top ten tại nhiều bảng xếp hạng của khu vực này. Ca khúc cũng đạt được thành công và được yêu thích tại Hoa Kỳ khi lọt vào top 40 hit, đạt vị trí số 21 trên bảng xếp hạng Billboard Hot 100 vào tháng 9 năm 1997.

## Danh sách bài hát
CD maxi - Europe (1996)
1. "Coco Jamboo" (Radio Version) - 3:37
2. "Coco Jamboo" (Extended Version) - 5:42
3. "Coco Jamboo" (Groove Version) - 6:02
4. "Coco Jamboo" (Mousse T.'s Club Mix - Radio Edit) - 3:10
5. "Coco Jamboo" (Mousse T.'s Extended Club Mix) - 6:15
6. "Coco Jamboo" (Mousse T.'s Dangerous Dub) - 6:17
7. "Coco Jamboo" (Instrumental Version) - 3:33
8. "Coco Jamboo" (Put In On Another Version) - 3:17

CD single - Europe (1996)
1. "Coco Jamboo" (Radio Version) - 3:37
2. "Coco Jamboo" (Extended Version) - 5:42

CD maxi Remixes - Europe (1996)
1. "Coco Jamboo" (C. C.'s R & B Mix) - 4:14
2. "Coco Jamboo" (Chico Y Chico Tribal Radio Mix) - 3:42
3. "Coco Jamboo" (Candy Club Remix) - 5:46
4. "Coco Jamboo" (Candy Club's Ragga Jump) - 5:03
5. "Coco Jamboo" (Chico Y Chico Tribal Remix) - 6:36
6. "Coco Jamboo" (Original Radio Version) - 3:38

## Music video
Video clip của bài hát được ra mắt vào tháng 4 năm 1996 trong đó các thành viên trong ban nhạc đi bộ trên bãi biển và biểu diễn ca khúc trong Brazilian Carnival. Video được quay tại Venezuela.

## Phiên bản tại Việt Nam
Năm 1997, ca sĩ Thu Phương & Huy MC của Việt Nam đã ra mắt đĩa đơn thứ hai trong sự nghiệp của Thu Phương bằng phiên bản song ngữ Anh-Việt của ca khúc này. Bài hát được sản xuất bởi cặp đôi và được Thu Phương & Huy MC viết lời Việt. Đĩa đơn được phát hành vào tháng 11 năm 1997 bởi hãng Kim Lợi. Nó được cặp đôi trình diễn lần đầu trong serie âm nhạc Top Hits tại nhà thi đấu Phan Đình Phùng, Sài Gòn tháng 8 năm 1997.

## Xếp hạng và doanh số
| Chart (1996–1997)                      | Peak position |
| -------------------------------------- | ------------- |
| Australia (ARIA)                       | 7             |
| Austria (Ö3 Austria Top 40)            | 1             |
| Belgium (Ultratop 50 Flanders)         | 11            |
| Belgium (Ultratop 50 Wallonia)         | 17            |
| Canada (RPM)                           | 37            |
| Canada Dance (RPM)                     | 1             |
| Denmark (Tracklisten)                  | 4             |
| Europe (Eurochart Hot 100)             | 2             |
| Finland (Suomen virallinen lista)      | 3             |
| France (SNEP)                          | 28            |
| Germany (Media Control Charts)         | 2             |
| Ireland (IRMA)                         | 3             |
| Italy (FIMI)                           | 9             |
| Netherlands (Dutch Top 40)             | 2             |
| New Zealand (Recorded Music NZ)        | 9             |
| Norway (VG-lista)                      | 2             |
| Scotland (OCC)                         | 9             |
| Sweden (Sverigetopplistan)             | 1             |
| Switzerland (Schweizer Hitparade)      | 1             |
| Anh Quốc (OCC)                         | 8             |
| US Billboard Hot 100                   | 21            |
| US Billboard Hot Dance Music/Club Play | 17            |
| US Billboard Top 40 Mainstream         | 17            |
| US Billboard Rhythmic Top 40           | 26            |

| Chart (1997)         | Position |
| -------------------- | -------- |
| Australia            | 24       |
| US Billboard Hot 100 | 92       |

| Country        | Certification | Sales certified |
| -------------- | ------------- | --------------- |
| Australia      | Platinum      | 70,000          |
| Austria        | Gold          | 15,000          |
| Germany        | Platinum      | 500,000         |
| Sweden         | Gold          | 10,000          |
| United Kingdom | Silver        | 200,000         |